# Iperelasticità
Nella scienza delle costruzioni un materiale è definito "linearmente iperelastico" quando:
- È linearmente elastico
- Alla relazione costitutiva di lineare elasticità è possibile associare una funzione scalare definita energia specifica (o potenziale elastico di deformazione, misurabile in J/m³ o F*L/L³) che è appunto l'energia che bisogna spendere per deformare un determinato materiale d'una quantità unitaria.

Si dimostra (anche se è facilmente immaginabile) che il lavoro per deformare di una certa quantità un solido linearmente iperelastico (lavoro in un cammino deformativo) è proprio pari alla variazione di potenziale elastico.
Quindi se questa energia esiste, essa è unica.
Nel caso di sforzo monoassiale per un corpo iperelastico, applicando una forza al corpo lungo una direzione (monoassiale), si ottiene una deformazione. Rilasciando tale forza, non rimangono deformazioni residue e il corpo ritorna nello stato iniziale, senza dissipazioni.
| Controllo di autorità | GND (DE) 1113115343 |